# Bernhard Bunte (Philologe)

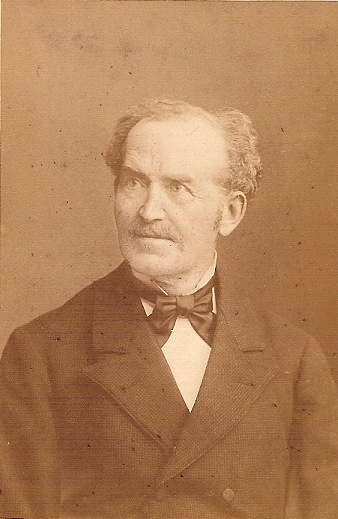
Bernhard Bunte

Christian Bernhard Bunte (* 24. Februar 1821 in Exten bei Rinteln; † 4. Februar 1898 in Hannover) war ein deutscher Klassischer Philologe und Gymnasiallehrer.

## Leben und Werk
Bernhard Bunte war der Sohn des Müllers der Stiftsmühle in Exten bei Rinteln. Er besuchte von 1832 bis 1840 das Gymnasium in Rinteln und studierte vom Wintersemester 1840/41 bis zum Sommersemester 1844 Klassische Philologie an der Universität Marburg; als Nebenfächer absolvierte er Germanistik, Geschichte, Philosophie, Englisch und Französisch. Nach der Lehramtsprüfung (29. Februar 1844) vertiefte er seine Studien in Marburg und Berlin. Am 21. Dezember 1846 wurde er in Marburg zum Dr. phil. promoviert. Anschließend absolvierte er sein Probejahr am Gymnasium zu Rinteln, wo er am 1. Oktober 1847 zum provisorischen Hilfslehrer ernannt wurde.
Infolge der Revolutionsjahre 1848/49 wurde Bunte wegen seiner politischen Haltung zum 1. Oktober 1850 aus dem hessischen Staatsdienst entlassen und arbeitete fortan als Privatlehrer. Während dieser Zeit nahm er seine wissenschaftliche Arbeit wieder auf und veröffentlichte mehrere Studien zur römischen Literatur, vor allem zu den Mythografen. Zum 1. April 1867 ging er als ordentlicher Lehrer an das Progymnasium zu Leer (Ostfriesland). Zum 1. April 1871 wechselte er an die Realschule ebenda. Am 10. August 1872 wurde er zum Oberlehrer ernannt. Nebenamtlich verwaltete er die Gymnasialbibliothek. Am 1. Oktober 1890 trat Bunte in den Ruhestand und zog nach Hannover, wo er am 4. Februar 1898 starb.
Buntes Forschungsschwerpunkt war die römische Literatur, insbesondere die Mythographie. In seiner Doktorarbeit hatte er die Quellen zum Leben und Werk des augusteischen Gelehrten Gaius Iulius Hyginus gesammelt, unter dessen Namen zwei spätere Schriften überliefert sind: ein Werk über Astronomie und eine Sammlung kurzgefasster mythischer Erzählungen, die wichtiges Material für die antike Mythologie und Literaturgeschichte enthalten. Beide Werke waren seit dem 18. Jahrhundert von der Fachwelt kaum beachtet worden. Während seiner Jahre als Privatlehrer bereitete Bunte neue Ausgaben dieser Schriften vor, die 1857 und 1875 erschienen. Außerdem veröffentlichte er die erste deutsche Übersetzung der Narrationes fabularum Ovidianarum (1852), die damals Lactantius Placidus zugeschrieben wurden. Die Hygin-Ausgaben wurden von der Fachwelt im Allgemeinen begrüßt, erfuhren aber auch Kritik, vor allem weil Buntes Ausgabe von De astronomia (1875) auf einer unzureichenden Grundlage von nur drei Handschriften erstellt war. Dennoch war Bunte als erster von der antiquierten Textgestaltung abgewichen. Seine Ausgaben blieben bis ins 20. Jahrhundert in Gebrauch, ehe Ghislaine Viré (1992) und Peter K. Marshall (1993) kritische Ausgaben der Hygin-Schriften herausbrachten, die auf einer vollständigen Rezension des verfügbaren handschriftlichen Materials basierten.
Später beschäftigte sich Bunte hauptsächlich mit der friesischen Geschichte. Er war Mitglied der Gesellschaft für bildende Kunst und vaterländische Altertümer zu Emden, für deren Jahrbuch er ab 1885 regelmäßig Artikel verfasste.
Sein Sohn August Bunte (1862–1923) war Gymnasiallehrer in Gnesen, Lissa, Greitz, Schneidemühl, Fraustadt und Nienburg/Weser.

## Schriften (Auswahl)
- De C. Julii Hygini Augusti liberti vita et scriptis. Pars prior. Marburg 1846 (Dissertation)
- Lateinische Mythographen. Erstes Heft: Lactantius Placidus. Nebst Beiträgen zur Emendation des Hyginus. Bremen 1852
- Hygini fabulae. Leipzig 1857
- Ueber den Einfluß der Römer auf die Cultur der Germanen. Eine historische Abhandlung. Leer 1872 (Schulprogramm)
- Hygini Astronomica ex codicibus a se primum collatis. Accedunt prolegomena, commentarius, excerpta ex codicibus, index, epimetron. Leipzig 1875
- Ueber Archimedes, mit besonderer Berücksichtigung der Lebens- und Zeitverhältnisse, sowie zweier von demselben herrührenden mechanischen Kunstwerke. Leer 1877 (Schulprogramm)
- Ueber das Leben, die Zeitverhältnisse und die pädagogische Wirksamkeit des Ubbo Emmius. Leer 1880 (Schulprogramm)